# Magatzem La Suberina
El Magatzem La Suberina és un monument del municipi de Sant Feliu de Guíxols (Baix Empordà) inclòs en l'Inventari del Patrimoni Arquitectònic de Catalunya. És obra de l'arquitecte Joan Bordàs i Salellas.

## Descripció
El magatzem de suro ocupa una finca de grans dimensions i planta irregular. Al carrer de Santa Magdalena hi ha l'accés i un petit edifici (oficines i consergeria) de tipologia senzilla i d'estil noucentista, que consta de planta baixa, amb dos grans finestrals al carrer de Santa Magdalena, i coronament sinuós. La coberta és de teula, a dues vessants, amb el carener perpendicular a la línia de façana. Aquest petit edifici resulta interessant pel seu valor tipològic. Hi és remarcable la decoració, que combina el maó vist amb el trencadís verd.

## Història
L'actual magatzem de suro forma part del conjunt que en altre temps es dedicà a la fabricació de taps de suro amb el nom de "La Suberina, S.A.".
El petit edifici dedicat a consergeria i oficines va ser construït en el segle xx, en estil noucentista. Sembla que també pot ser atribuït a l'arquitecte Joan Bordàs i Salellas.